# II. Pietro Candiano
II. Pietro Candiano (?, 872 – ?, 939) léphetett Velence dózséinak sorába a történelem folyamán a tizenkilencedikként. Elődje hanyag, nemtörődöm uralkodása rányomta bélyegét a város kereskedelmére, amelyet jelentősen fel kellett pezsdíteni. Ezt a feladatot Pietro igyekezett teljesíteni, bár nem volt könnyű dolga.

## Élete
I. Pietro Candiano gyermeke volt, és a velenceiek az elkényelmesedett II. Orso Participazio lemondatása után választottak meg dózsénak. A városállam kereskedői azt várták tőle, hogy ismét biztonságossá teszi az Adriai-tenger medencéjét, és új utakat nyit előttük. Pietrónak azonban be kellett látnia, hogy mindez egyszerre nem fog sikerülni. Az Adriát olyannyira ellepték a kalózok, hogy Velence ereje nem volt elég, hogy véget vessen a rablóhadjáratoknak. Ugyan a római pápák és a Bizánci Birodalom igyekezetére a Balkán-félsziget pogány népei között egyre nagyobb teret hódított a kereszténység, amely egyben a kalózkodással foglalatoskodó szlávok számát is lecsökkentette. A szaracénok hatalmát azonban a kis Velence nem tudta megtörni, ezért Pietro más kereskedelmi célpontokat kutatott, hogy kielégítse az ellene támasztott igényeket.
Így esett a dózse választása Itáliára és Isztriára. Ezek a területek le voltak gyengülve, hiszen a magyarok támadásai sokkal jobban megtépázták őket, mint a lagúnák biztonságát élvező Velencét. A dózse kereskedelmi szövetségeket kötött, amelyekben kiterjesztette a város gazdasági fennhatóságát Comacchióra, Ravennára és az isztriai területekre is. Ez azt jelentette, hogy a velencei kereskedők jogait nem korlátozták többé ezeken a vidékeken, és a helyi kereskedők adót voltak kötelesek fizetni Velencének, ha portékáikat idegen földön is árusítani akarják.
A dózse például úgy határozott, hogy Isztriának 100 amforányi bort kell fizetnie a szabad kereskedelemért. Ez a szerződés cseppet sem tetszett az isztriai hercegnek, Vinterónak, aki úgy döntött, hogy korlátozza a velencei kereskedők jogait. Pietro válasza nem váratott magára sokáig, és a kiváló velencei flotta blokádot vont a félsziget köré. Néhány kikötőt is elkezdtek megostromolni. A hatásos gazdasági és politikai fenyegetés végül Isztria meghátrálásához vezetett, de a béke csak a gradói pátriárka közvetítésének köszönhetően jöhetett létre.
Pietro 939-ben természetes halállal halt meg.